# Filzlaus (Würfelspiel)
Filzlaus oder auch Einsame Filzlaus ist ein einfaches Würfelspiel mit einem einzelnen Würfel und einem Würfelbecher für beliebig viele Mitspieler. Varianten des Spiels stellen Doppelte Filzlaus und Kombinierte Filzlaus dar.
In Spielesammlungen werden diese Spiele regelmäßig in die entsprechenden Regelhefte aufgenommen.

## Spielweise

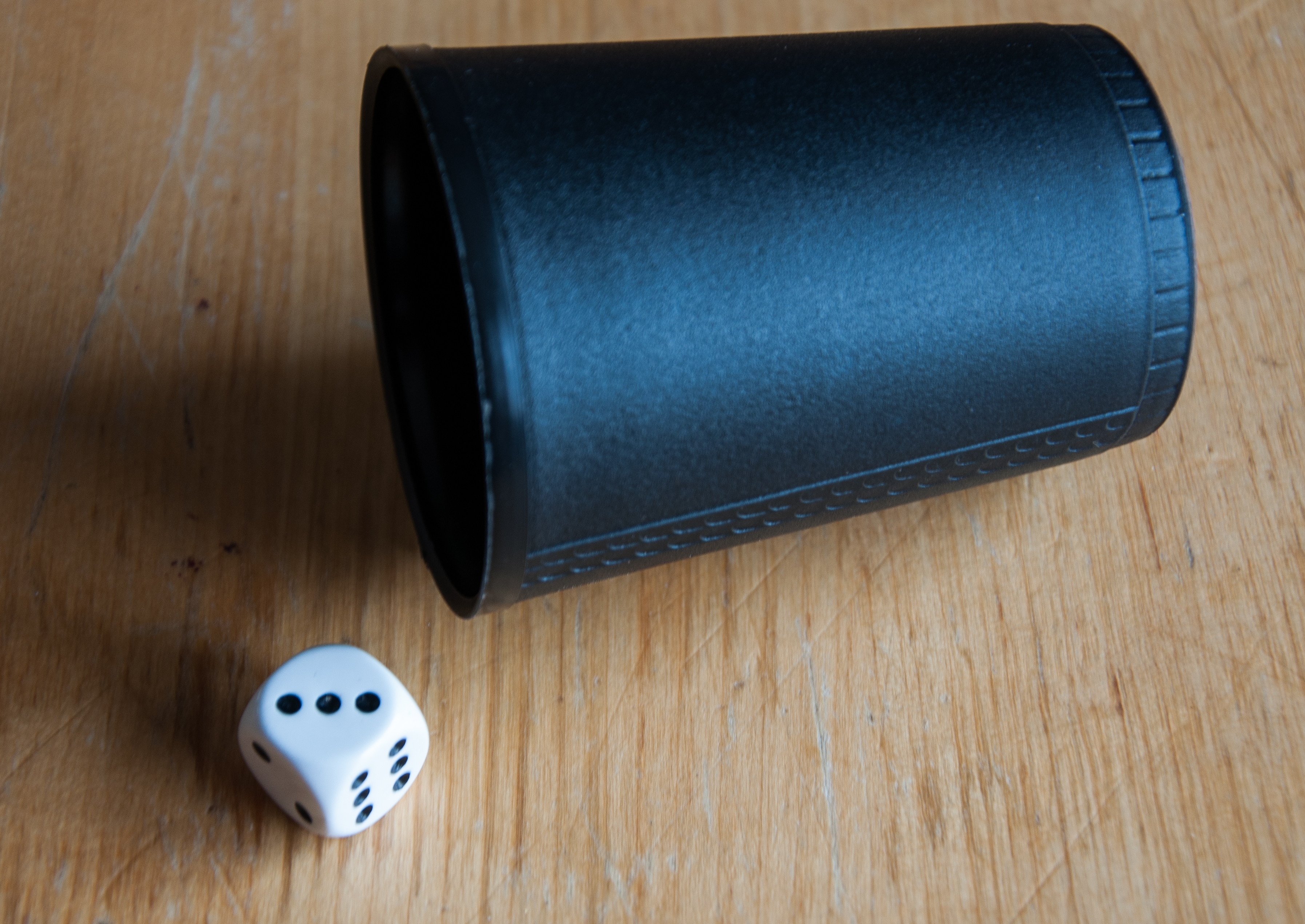
Filzlaus wird mit einem einzelnen Würfel und Würfelbecher gespielt.

Das Spiel wird reihum gespielt. Jeder Spieler würfelt bis zu zehn Mal und versucht dabei eine Eins (⚀) zu würfeln (die „Filzlaus“). Gewinner ist der Spieler, der dies mit der geringsten Zahl Würfe schafft, und verloren haben alle Spieler, die auch nach zehn Würfen keine Eins werfen.
In der Variante Doppelte Filzlaus gilt statt der Eins die Zwei (⚁) als zu erreichender Wurf und damit als „Filzlaus“. Bei der Kombinierten Filzlaus darf der Spieler vor jedem seiner Würfe entscheiden, ob er in dem Wurf eine Eins oder eine Zwei erreichen möchte. Wie in der Grundversion gewinnt der Spieler, der sein Ziel zuerst erreicht.